# Deutsche Gesellschaft für Hygiene und Mikrobiologie
Die Deutsche Gesellschaft für Hygiene und Mikrobiologie (DGHM) ist eine deutsche wissenschaftliche Fachgesellschaft mit Sitz in Münster/Westfalen. Zweck ist die Förderung der medizinischen Forschung auf den Gebieten der Infektiologie und Mikrobiologie.

## Ziele und Aufgaben
Neben der Interessenvertretung der eigenen Disziplinen nach außen und gegenüber der Politikebene stehen die Stimulierung der eigenen Forschungsvorhaben durch Symposien und Fachtagungen zuvorderst auf der Agenda.
Die Ständige Arbeitsgemeinschaft „Mikrobiologische Richt- und Warnwerte für Lebenswerte“ erarbeitet eine Liste mit Empfehlungen für diesen Bereich. Die aktuellen Empfehlungen der mikrobiologischen Richt- und Warnwerte der DGHM sind seit dem 1. August 2013 nur noch kostenpflichtig einsehbar. Die Paywall wurde in Zusammenarbeit mit dem Beuth Verlag realisiert. Nichtmitglieder können sich gegen Zahlung einer Schutzgebühr bei einem Newsletter anmelden, um über Änderungen auf dem laufenden gehalten zu werden.
Die Ständige Arbeitsgemeinschaft „Allgemeine und Krankenhaushygiene“ beschäftigt sich mit allen Fragen zu diesen Themen.
Im Rahmen der Curricularen Fortbildungen „Krankenhaushygiene“ der Bundesärztekammer werden die Module 2–6 an unterschiedlichen Standorten angeboten.
Die DGHM vergibt seit 1980 jährlich den Preis der Deutschen Gesellschaft für Hygiene und Mikrobiologie als höchste Auszeichnung; seit 1985 unregelmäßig die Ferdinand Cohn-Medaille sowie Promotions- und Förderpreise.

## Strukturen, Schwerpunkte, Mitgliedschaften
Zurzeit gibt es 11 verschiedene wissenschaftliche Fachgruppen:
- Mikrobielle Pathogenität (FG MP) *,
- Infektionsimmunologie  **(FG II),
- Gastrointestinale Infektionen (FG GI),
- Lebensmittelmikrobiologie und -Hygiene *(FG LM),
- Eukaryontische Krankheitserreger (FG EK),
- Molekulare Infektionsepidemiologie und Populationsgenetik (FG MIP)
- Mikrobiota, Probiota und Wirt (FG PW),
- Mikrobielle Viren  * (MV),
- Infektionsprävention und Antibiotikaresistenz in der Krankenhaushygiene (FG PR),
- Zoonosen (FG ZO) und
- Klinische und diagnostische Mikrobiologie (FG DKM)

* gemeinsame Fachgruppen mit der Vereinigung für Allgemeine und Angewandte Mikrobiologie (VAAM)
** gemeinsame Fachgruppe mit der Deutschen Gesellschaft für Immunologie (DGfI)
Aufgabe der Fachgruppen ist es, die Mitglieder, die sich speziell mit der Thematik der FG beschäftigen zusammenzufassen und dieser Thematik durch Fachgruppentagungen, Symposien auch über den nationalen Bereich hinaus und zusammen mit weiteren interessierten Gesellschaften (VAAM) den aktuellen wissenschaftlichen Hintergrund zu geben. 
Auf der Mitgliederversammlung im Jahr 2002 wurde die Einführung von Ständigen Arbeitsgemeinschaften beschlossen. Ständige Arbeitsgemeinschaften können vom Vorstand für die Wahrnehmung spezieller Aufgaben gebildet und wieder aufgelöst werden. Ihre Mitglieder werden entweder direkt oder auf Vorschlag der Ständigen Arbeitsgemeinschaft vom Vorstand bestimmt.
Es gibt die folgenden Ständigen Arbeitsgemeinschaften: „Diagnostische Verfahren in der Mikrobiologie“, „Allgemeine und Krankenhaushygiene“, „Klinische Mikrobiologie / Infektiologie“, „Nationale Referenzzentren und Konsiliarlaboratorien“, und „Mikrobiologisch-Infektiologische Qualitätsstandards (MIQ)“, „Mikrobiologische Richt- und Warnwerte für Lebensmittel“ und "Aus-, Weiter- und Fortbildung".
Durch ihre Mitgliedschaft in der International Union of Microbiological Societies (IUMS) und der Federation of European Microbiological Societies (FEMS) hält sie zudem mit den verschiedensten internationalen Fachgesellschaften engen Kontakt. Außerdem nimmt sie im Rahmen ihrer Mitgliedschaft in der Arbeitsgemeinschaft der Wissenschaftlichen Medizinischen Fachgesellschaften (AWMF) Einfluss auf nationale Belange in der Medizin, indem sie zu allen wesentlichen Aspekten von der Novellierung der Ausbildungsordnung für Mediziner bis zur Einschränkung der wissenschaftlichen Arbeit durch gesetzliche Maßnahmen (u. a. Tierschutzgesetz, Gentechnikgesetz, Infektionsschutzgesetz) aus ihrer fachspezifischen Perspektive Stellung bezieht.

## Geschichte
Die DGHM wurde am 1. Juni 1906 als Freie Vereinigung für Mikrobiologie gegründet. 1922 benannte sie sich in Deutsche Vereinigung für Mikrobiologie um. 1936 wurde die Deutsche Gesellschaft für Hygiene gegründet. Bei der Hamburger Tagung vom 26. bis 29. September 1950 gab sich die Gesellschaft ihren heute geltenden Namen und wählte Jötten, Münster, zum Vorsitzenden.
Im Jahr 1977 wurden die vier Sektionen (Naturwissenschaftliche Mikrobiologie, Medizinische Mikrobiologie, Hygiene und Virologie) mit eigenen Vorständen ausgestattet. Da das gemeinsame wissenschaftliche Kooperieren mehr und mehr durch partikuläre Eigeninteressen dieser Sektionen überlagert wurde, beschloss die Mitgliederversammlung 1991 in Münster deren Aufhebung. Zugleich wurde der Vorstand auf fünf Mitglieder verkleinert, die Amtszeit des Präsidenten auf ein Jahr verkürzt und für die Kongresse und Mitgliederversammlungen der Jahresrhythmus eingeführt. Der Vorstand besteht aktuell aus einer Präsidentin/einem Präsident, einer Schriftführerin/einem Schriftführer, einer Schatzmeisterin/Schatzmeister, 3 Vizepräsident:innen und der Pastpräsidentin/dem Pastpräsidenten. 
Im Jahr 2017 wurde die junge DGHM gegründet, die sich um die Belange von DGHM-Mitglieder in einem frühen Karrierestadium kümmert und thematisch nicht begrenzt ist. Es haben sich die folgenden Arbeistgruppen in der jDGHM gebildet: 
- AG Klinische Mikrobiologie (Facharztausbildung, Lehre, Diagnostik, Wissenschaft)
- AG Vernetzung (Social media, Newsletter, Kommunikation, Internetseite)
- AG Bioinformatik
- AG Med. Fachmikrobiologie
- AG Nachhaltigkeit
- AG Hygiene

## Präsidenten (Vorsitzende)
- 1906 Carl Flügge, Berlin
- 1908 Georg Gaffky, Berlin
- 1910 Martin Kirchner, Berlin
- 1911 Richard Pfeiffer, Breslau
- 1912 August Gärtner, Jena
- 1913 Bernhard Fischer, Kiel
- 1920 Wilhelm Kolle, Frankfurt am Main
- 1922 Paul Uhlenhuth, Berlin
- 1924 Ludwig Haendel, Dahlem
- 1925 Max Reichenbach, Göttingen
- 1927 Karl Bernhard Lehmann, Würzburg
- 1928 Fred Neufeld, Berlin
- 1931 Martin Hahn, Berlin
- 1932 Emil Gotschlich, Heidelberg
- 1935 Eugen Gildemeister, Berlin
- 1947 Th. J. Bürgers, Köln
- 1951 W. Jötten, Münster
- 1955 M. Schütz, Göttingen
- 1959 G. Wagner, Hannover
- 1961 Walter Kikuth, Düsseldorf
- 1963 Horst Habs, Bonn
- 1964 Joachim Wüstenberg, Gelsenkirchen
- 1967 Hans Reploh, Münster
- 1969 Hans Günter Schlegel, Göttingen
- 1971 Götz Linzenmeier, Essen
- 1974 Wilhelm Wundt, Mannheim
- 1976 Eberhard Küster, Gießen
- 1977 Henning Brandis, Bonn
- 1979 Gerhard Gottschalk, Göttingen
- 1981 Karl-Otto Habermehl, Berlin
- 1983 Edgar Thofern, Bonn
- 1989 Karl-Heinz Schleifer, München
- 1992 Dieter Bitter-Suermann, Hannover
- 1993 Knut-Olaf Gundermann, Kiel
- 1994 Jürgen Heesemann, Würzburg
- 1995 Klaus Peter Schaal, Bonn
- 1996 Jörg Hacker, Würzburg
- 1997 Eberhard Straube, Jena
- 1998 Georg Peters, Münster
- 2000 Hans-G. Sonntag, Heidelberg
- 2002 Martin Röllinghoff, Erlangen
- 2004 Matthias Frosch, Würzburg
- 2006 Jürgen Heesemann, München
- 2010 Sebastian Suerbaum, Hannover
- 2014 Mathias Herrmann, Homburg/Saar
- 2018 Georg Häcker, Freiburg im Breisgau
- 2022 Jan Buer, Essen
- 2024 Martin Aepfelbacher, Hamburg